# Полет 324 на „Ер Сърбия“
Полет 324 на „Ер Сърбия“ е редовен международен пътнически полет от летище „Никола Тесла Белград“, Белград, Сърбия, до летище „Дюселдорф“, Дюселдорф, Германия, управляван „Маратон Еърлайнс“ от името на „Ер Сърбия“. На 18 февруари 2024 г. самолетът „Ембраер E195“, който изпълнява полета, излиза от пистата при излитане от Белград и впоследствие удря множество наземни конструкции, което принуждава екипажа да се върне обратно на летището. Всички 105 пътници и 6 членове на екипажа на борда оцеляват, без някой от тях да пострада. Самолетът претърпява сериозни повреди по фюзелажа, основата на лявото крило и левия стабилизатор, което го прави негоден за употреба и по-късно е бракуван.
Според предварителния доклад няма механични проблеми със самолета или двигателите. Докладът показва, че контролът на въздушното движение инструктира правилно екипажа да се придвижи към пресечка D6, която води към писта 30L, но той влиза на пистата през пресечка D5. От контролната кула информират пилотите, че дължината на пистата от D5 е по-къса, и дават възможност на екипажа да се върне до друга пресечка. Екипажът обаче извършва изчисления и взема решение да излети от позицията, на която се намира, но когато ускорява до над 185 км/ч, осъзнава, че дължината на пистата е недостатъчна. Въпреки това екипажът не прекратява излитането, в резултат на което възниква този инцидент.
В резултат на инцидента на 21 февруари „Ер Сърбия“ прекратява споразумението си за сътрудничество с „Маратон Еърлайнс“.